# Liz Cambage
Liz Cambage, född den 18 augusti 1991 i London, Storbritannien, är en australisk basketspelare som tog OS-brons i dambasket vid olympiska sommarspelen 2012 i London. 